# La Calsina
La Calsina és una masia del municipi de Vacarisses, però geogràficament dins de la conca hidrogràfica de la riera de Rellinars, dins del Parc Natural de Sant Llorenç del Munt i l'Obac.

## Història
Sembla que el mas estava format per dues cases, anomenades Sobirana i Jossana, probablement situades a ambdós costats del torrent de la Calsina. Cap al 1674 va ser restaurat per Josep Ubach i Falgueres, propietari del mas Obach. La casa va ser habitada fins als anys 1970.

## Descripció
Consta de l'habitatge principal més una pallissa a la part posterior. La casa està situada enmig d'una vall inhòspita i té a l'esquena dos dels massissos rocosos singulars del parc de Sant Llorenç: el Paller de Tot l'Any i la Roca Salvatge. L'habitatge principal ha conservat pràcticament totes les estructures excepte la coberta. És una construcció de planta rectangular, amb planta baixa més un pis/golfes, amb coberta a doble vessant. Els murs exteriors són de paredat sense arrebossar. La façana principal té un portal adovellat. La casa té diverses finestres, la majoria emmarcades amb maó (però algunes amb pedra). L'espai interior està dividit en dues crugies i conserva les escales que conduïen a la segona planta. Alguns elements interiors també estan obrats amb maó. La pallissa és una construcció de planta rectangular amb coberta a dues vessants (que no s'ha conservat). Com a elements singulars conserva quatre columnes obrades amb pedra i maó, les quals sostenien les encavallades de la coberta en lloc de les pilastres quadrades més habituals. Els murs tenen diverses obertures en forma d'espitllera.